# Interstate 49
Pour les articles homonymes, voir I49 et Route 49.
L'Interstate 49 (I-49) est une autoroute sud–nord qui existe en plusieurs segments: la portion originale, entièrement en Louisiane avec une seconde portion s'étendant de l'I-220 à Shreveport jusqu'à la frontière de l'Arkansas. Il y a également trois sections plus récentes en Arkansas et une au Missouri. Le terminus sud de l'I-49 est à Lafayette, Louisiane, à la jonction avec l'I-10 alors que son terminus nord est à Kansas City, Missouri, à la jonction avec l'I-435 et l'I-470. Les segments manquants en Louisiane, en Arkansas et au Texas permettront de relier complètement Kansas City et La Nouvelle-Orléans sont à différents stades d'avancement ou de planification.
Bien que l'I-49 ne figurait pas aux plans initiaux du réseau d'autoroutes Interstate de 1957, les résidents du Missouri, de l'Arkansas et de la Louisiane ont commencé à faire campagne pour l'autoroute en 1965. Le plan était alors de relier La Nouvelle-Orléans à la frontière canadienne via l'I-29 et la US 71. Lorsque l'I-49 sera complétée, le projet aura atteint son but.

## Description du tracé
|       | mi      | km      |
| ----- | ------- | ------- |
| LA    | 238.269 | 383.457 |
| AR    | 111.034 | 178.692 |
| MO    | 183.8   | 295.8   |
| Total | 528.02  | 849.77  |

### Louisiane

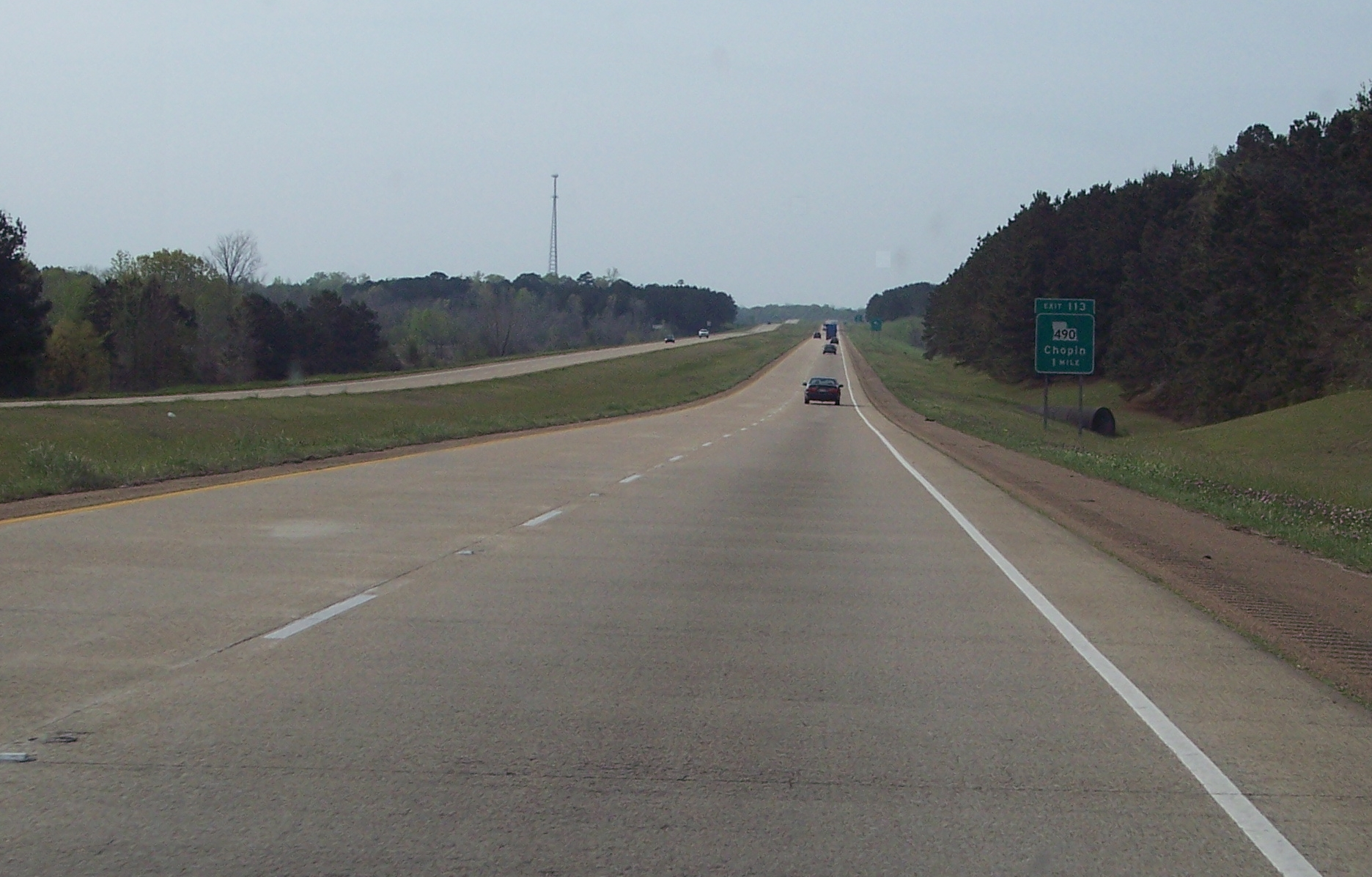
L'I-49 près de Chopin, Louisiane (2009)

Le terminus sud actuel de l'I-49 se situe à l'intersection avec l'I-10 et la US 167 dans la ville de Lafayette au sud de la Louisiane. L'I-49 commence son itinéraire en formant un multiplex avec la US 167 vers le nord. Le multiplex passe par Carencro, Sunset, Grand Coteau et Opelousas. La US 167 quitte le multiplex entre Opelousas et Washington et l'I-49 commence à s'orienter vers le nord-ouest via un secteur très forestier. L'autoroute croise plusieurs routes d'état qui la relie à de nombreuses petites municipalités. Après avoir croisé la US 167, l'I-49 se positionne entre la US 71 et la US 165 jusqu'à la région métropolitaine d'Alexandria au centre de la Louisiane.
L'I-49 traverse le centre-ville d'Alexandria et forme un multiplex avec une partie de la US 167 et de la LA 28. L'autoroute traverse la Rivière Rouge pour entrer dans la ville de Pineville. Toujours vers le nord-ouest, l'I-49 longe la Rivière Rouge et la LA 1 à travers Boyce et passe à l'ouest de Natchitoches. Entre Natchitoches et Shreveport, l'I-49 croise quelques routes d'État et US Routes.
À Shreveport, l'autoroute se dirige directement dans le centre de la ville et se termine à la jonction avec l'I-20. Cependant, afin de poursuivre le trajet sur l'I-49 nord, il faut que les automobilistes empruntent la LA 3132 ouest qui deviendra l'I-220 est. À partir de là, il sera possible pour eux d'emprunter l'échangeur les menant vers le second segment de l'autoroute vers l'Arkansas.

### Arkansas

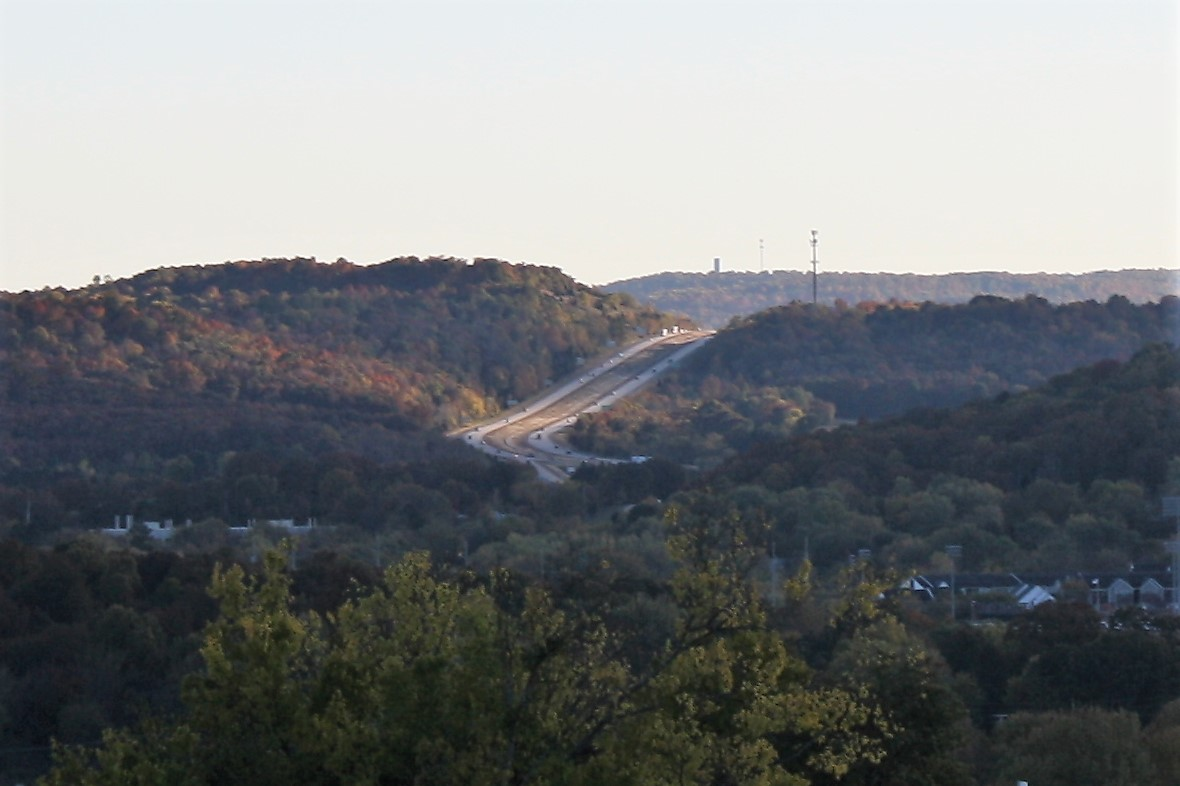
L'I-49 grimpe dans les Ozark Mountains au sud de Fayetteville

L'I-49 en Arkansas se compose de trois segments qui ne sont pas reliés: le segment nord, le segment sud et un cour segment connecteur frôlant Fort Smith près de Fort Chaffee.
Le segment sud de l'I-49 entre en Arkansas depuis la Louisiane. Le court segment se dirige vers le nord et se termine à un terminus temporaire à la jonction avec la US 71 et la US 59 à la frontière avec le Texas au nord de Texarkana.
Le segment nord de l'I-49 en Arkansas commence à la jonction avec l'I-40 à Alma et se dirige vers le nord jusqu'au nord-ouest de l'Arkansas à travers les Boston Mountains. L'autoroute passe par des zones faiblement peuplées et avec des terrains aux pentes abruptes. Elle passe par le Bobby Hopper Tunnel dans le Comté de Washington. L'autoroute arrive à Fayetteville et Springdale avant d'entrer dans le Comté de Benton. La route sert de frontière entre les villes de Bentonville et Rogers. L'autoroute progresse ensuite vers le nord à travers l'Arkansas pour se diriger vers le Missouri.

### Missouri
L'I-49 entre au Missouri depuis l'Arkansas. Un multiplex sera à nouveau formé avec la US 71 au sud de Pineville. Continuant vers le nord, l'I-49 passe par plusieurs petites communautés dont Neosho, avant d'atteindre Joplin. À Joplin, l'I-49 croise l'I-44 et commence un court multiplex avec cette dernière.
Quelques miles à l'est de Joplin, l'I-49 quitte l'I-44 et se dirige vers le nord. Elle entre à Carthage, passe par Nevada et d'autres communautés avant d'arriver dans la région de Kansas City. L'I-49 croise l'I-470 et l'I-435, lesquelles donnent accès à l'I-70, l'I-35 ainsi qu'à l'I-29.
Au sud de Kansas City, à Bannister Road tout juste au nord de Grandview Triangle, l'I-49 cesse d'être identifiée et l'autoroute continue comme I-435 nord jusqu'à l'I-70 ouest. La US 71 continue jusqu'au centre-ville de Kansas City.

## Liste des sorties

### Louisiane
| Interstate 49                                          |                           | |                     |                                |                                                                                 | |
| Paroisse                                               | Municipalité              | mi | km                  | Sortie                         | Intersections / Destinations                                                    | Notes |
| Lafayette                                              | Lafayette                 | 0,00                                                                                                   | 0,00                | 1A-B                           | I-10 – Baton Rouge, Lake Charles US 167 sud – Lafayette                         | Terminus sud; terminus sud du multiplex avec US 167; indiqué sortie 1A (est) et 1B (ouest); sortie 103 de l'I-10    |
| Lafayette                                              | Lafayette                 | 0,93                                                                                                   | 1,49                | 1C                             | Pont Des Mouton Road                                                            | |
| Lafayette                                              | Limite Lafayette–Carencro | 2,52                                                                                                   | 4,06                | 2                              | LA 98 (en) (Gloria Switch Road)                                                 | |
| Lafayette                                              | Carencro                  | 4,46                                                                                                   | 7,18                | 4                              | LA 726 (en) – Carencro                                                          | |
| Lafayette                                              | Carencro                  | 7,37                                                                                                   | 11,86               | 7                              | LA 182 (en)                                                                     | |
| Saint-Landry                                           | Grand Coteau              | 11,10                                                                                                  | 17,86               | 11                             | LA 93 (en) – Grand Coteau, Sunset                                               | |
| Saint-Landry                                           | Opelousas                 | 15,80                                                                                                  | 25,43               | 15                             | LA 3233 (en) (Harry Guilbeau Road)                                              | |
| Saint-Landry                                           | Opelousas                 | 17,32                                                                                                  | 27,87               | 17                             | Judson Walsh Drive                                                              | |
| Saint-Landry                                           | Opelousas                 | 18,62                                                                                                  | 29,96               | 18                             | LA 31 (en) (Creswell Lane)                                                      | |
| Saint-Landry                                           |                           | 19,45                                                                                                  | 31,31               | 19                             | US 190 – Opelousas, Baton Rouge                                                 | Indiqué sortie 19A (est) et 19B (ouest) en direction sud                                                            |
| Saint-Landry                                           |                           | 23,27                                                                                                  | 37,44               | 23                             | US 167 nord / LA 744 (en) – Ville Platte                                        | Terminus nord du multiplex avec US 167                                                                              |
| Saint-Landry                                           | Washington                | 25,38                                                                                                  | 40,84               | 25                             | LA 103 (en) – Washington, Port Barre                                            | |
| Saint-Landry                                           |                           | 27,38                                                                                                  | 44,06               | 27                             | LA 10 (en) – Lebeau                                                             | |
| Saint-Landry                                           |                           | 34,61                                                                                                  | 55,70               | Aire de repos de Grand Prairie | Aire de repos de Grand Prairie                                                  | Aire de repos de Grand Prairie                                                                                      |
| Evangeline                                             | Pas d'intersections       | Pas d'intersections                                                                                    | Pas d'intersections | Pas d'intersections            | Pas d'intersections                                                             | Pas d'intersections                                                                                                 |
| Saint-Landry                                           |                           | 40,26                                                                                                  | 64,80               | 40                             | LA 29 (en) – Ville Platte                                                       | |
| Evangeline                                             | Pas d'intersections       | Pas d'intersections                                                                                    | Pas d'intersections | Pas d'intersections            | Pas d'intersections                                                             | Pas d'intersections                                                                                                 |
| Avoyelles                                              |                           | 46,85                                                                                                  | 75,40               | 46                             | LA 106 (en) – Saint-Landry                                                      | |
| Avoyelles                                              | Bunkie                    | 53,66                                                                                                  | 86,35               | 53                             | LA 115 (en) – Bunkie                                                            | |
| Evangeline                                             | Pas d'intersections       | Pas d'intersections                                                                                    | Pas d'intersections | Pas d'intersections            | Pas d'intersections                                                             | Pas d'intersections                                                                                                 |
| Rapides                                                |                           | 56,84                                                                                                  | 91,48               | 56                             | LA 181 (en) – Cheneyville                                                       | |
| Rapides                                                |                           | 61,28                                                                                                  | 98,62               | 61                             | US 167 – Meeker, Turkey Creek                                                   | |
| Rapides                                                | Lecompte                  | 66,75                                                                                                  | 107,43              | 66                             | LA 112 (en) – Lecompte, Forest Hill                                             | |
| Rapides                                                | Woodworth                 | 73,33                                                                                                  | 118,02              | 73                             | LA 3265 (en) / PR 22 – Woodworth                                                | |
| Rapides                                                | Alexandria                | 80,25                                                                                                  | 129,15              | 80                             | US 71 / US 167 sud (MacArthur Drive)                                            | Terminus sud du multiplex avec US 167; pas de sortie direction sud vers US 71 nord                                  |
| Rapides                                                | Alexandria                | 82,16                                                                                                  | 132,22              | 81                             | LA 3250 (en) (Sugarhouse Road) vers US 71 nord (MacArthur Drive)                | Sortie direction sud, entrée direction nord                                                                         |
| Rapides                                                | Alexandria                | 83,59                                                                                                  | 134,52              | 83                             | Broadway Avenue                                                                 | |
| Rapides                                                | Alexandria                | 84,69                                                                                                  | 136,30              | 84                             | US 167 nord / LA 28 (en) est (Pineville Expressway) / LA 1 (en) (Casson Street) | Terminus nord du multiplex avec US 167; terminus sud du multiplex avec LA 28; pas de sortie direction sud vers LA 1 |
| Rapides                                                | Alexandria                | 85,03                                                                                                  | 136,85              | 85A                            | M. L. King Drive / Elliott Street vers LA 1 (en) – Centre-ville                 | |
| Rapides                                                | Alexandria                | 85,64                                                                                                  | 137,82              | 85B                            | Monroe Street / Medical Center Drive                                            | Sortie direction nord, entrée direction sud                                                                         |
| Rapides                                                | Alexandria                | 86,40                                                                                                  | 139,04              | 86                             | US 71 / US 165 / LA 28 (en) ouest (MacArthur Drive)                             | Terminus nord du multiplex avec LA 28                                                                               |
| Rapides                                                | Alexandria                | 90,30                                                                                                  | 145,32              | 90                             | LA 498 (en) (Ari Base Road)                                                     | Vers l'Aéroport international d'Alexandria                                                                          |
| Rapides                                                | Boyce                     | 94,58                                                                                                  | 152,21              | 94                             | PR 23 (Rapides Station Road)                                                    | |
| Rapides                                                | Boyce                     | 98,70                                                                                                  | 158,84              | 98                             | LA 1 (en) – Boyce                                                               | Sortie direction nord, entrée direction sud                                                                         |
| Rapides                                                | Boyce                     | 99,53                                                                                                  | 160,18              | 99                             | LA 8 (en) est / LA 1200 (en) – Boyce                                            | Terminus sud du multiplex avec LA 8                                                                                 |
| Rapides                                                | Rodemacher                | 103,35                                                                                                 | 166,33              | 103                            | LA 8 (en) ouest – Flatwoods                                                     | Terminus nord du multiplex avec LA 8                                                                                |
| Rapides                                                | Lena                      | 107,73                                                                                                 | 173,37              | 107                            | Lena                                                                            | |
| Natchitoches                                           | Chopin                    | 113,72                                                                                                 | 183,01              | 113                            | LA 490 (en) – Chopin                                                            | |
| Natchitoches                                           | Derry                     | 119,22                                                                                                 | 191,87              | 119                            | LA 119 (en) – Cloutierville                                                     | |
| Natchitoches                                           | Cypress                   | 127,71                                                                                                 | 205,53              | 127                            | LA 120 (en) – Cypress, Flora                                                    | |
| Natchitoches                                           | Natchitoches              | 132,77                                                                                                 | 213,67              | 132                            | LA 478 (en)                                                                     | |
| Natchitoches                                           | Natchitoches              | 138,22                                                                                                 | 222,44              | 138                            | LA 6 (en) – Natchitoches, Many                                                  | |
| Natchitoches                                           |                           | 142,87                                                                                                 | 229,92              | 142                            | PR 547 (Posey Road)                                                             | |
| Natchitoches                                           | Allen                     | 148,73                                                                                                 | 239,36              | 148                            | LA 485 (en) – Allen, Powhatan                                                   | |
| Natchitoches                                           |                           | 155,16                                                                                                 | 249,71              | 155                            | LA 174 (en) – Ajax, Lake End                                                    | |
| De Soto                                                |                           | 162,67                                                                                                 | 261,79              | 162                            | US 371 / LA 177 (en) – Pleasant Hill, Coushatta                                 | |
| De Soto                                                |                           | 169,74                                                                                                 | 273,18              | 169                            | Asseff Road                                                                     | |
| De Soto                                                |                           | 172,81                                                                                                 | 278,12              | 172                            | US 84 – Grand Bayou, Mansfield                                                  | |
| De Soto                                                |                           | 177,59                                                                                                 | 285,81              | 177                            | LA 509 (en) – Carmel                                                            | |
| De Soto                                                |                           | 186,30                                                                                                 | 299,82              | 186                            | LA 175 (en) – Kingston, Frierson                                                | |
| De Soto                                                | Stonewall                 | 191,64                                                                                                 | 308,41              | 191                            | LA 3276 (en) / PR 16 – Stonewall                                                | |
| De Soto                                                | Stonewall                 | |                     |                                | I-69                                                                            | Proposé pour la future I-69                                                                                         |
| Caddo                                                  |                           | 196,78                                                                                                 | 316,69              | 196                            | Southern Loop                                                                   | |
| Caddo                                                  | Shreveport                | 199,62                                                                                                 | 321,15              | 199                            | LA 526 (en) (Bernt-Kouns Industrial Loop)                                       | |
| Caddo                                                  | Shreveport                | 200,89                                                                                                 | 323,30              | 201                            | I-49 nord / LA 3132 (en) – Dallas, Texarkana                                    | |
| Caddo                                                  | Shreveport                | 202,91                                                                                                 | 326,55              | 202                            | LA 511 (en) (East 70th Street)                                                  | |
| Caddo                                                  | Shreveport                | 203,82                                                                                                 | 328,02              | 203                            | Hollywood Avenue, Pierremont Road                                               | |
| Caddo                                                  | Shreveport                | 205,58                                                                                                 | 330,85              | 205                            | Kings Highway                                                                   | |
| Caddo                                                  | Shreveport                | 206,52                                                                                                 | 332,35              | 206                            | I-49 nord / I-20 – Monroe, Dallas                                               | Pas d'entrée en direction nord; sortie 17B de l'I-20                                                                |
| Caddo                                                  | Shreveport                | 207,29                                                                                                 | 333,61              |                                | Pete Harris Drive, Murphy Street                                                | Intersection à niveau                                                                                               |
| Caddo                                                  | Shreveport                | Section manquante de la route; le trafic vers I-49 nord dévié via sortie 206 (I-20 ouest et I-220 est) |                     |                                |                                                                                 | |
| Caddo                                                  | Shreveport                | 210,49                                                                                                 | 338,75              | 210                            | I-49 sud / I-220 – Monroe, Dallas                                               | Indiqué sortie 210A (est) et 210B (ouest); sortie 6 de l'I-220                                                      |
| Caddo                                                  | Shreveport                | 212,11                                                                                                 | 341,36              | 211                            | LA 3194 (en) (Dr M. L. King Jr. Drive)                                          | |
| Caddo                                                  |                           | 215,92                                                                                                 | 347,49              | 215                            | LA 1 (en) (North Market Street)                                                 | |
| Caddo                                                  |                           | 221,49                                                                                                 | 356,45              | 221                            | LA 173 (en) – Dixie, Blanchard                                                  | |
| Caddo                                                  |                           | 223,43                                                                                                 | 359,58              | 223                            | LA 169 (en) – Mooringsport                                                      | |
| Caddo                                                  |                           | 228,21                                                                                                 | 367,26              | 228                            | LA 530 (en) – Belcher, Oil City                                                 | |
| Caddo                                                  |                           | 231,50                                                                                                 | 372,57              | 231                            | LA 170 (en) – Gilliam, Vivian                                                   | |
| Caddo                                                  |                           | 234,26                                                                                                 | 377,01              | 234                            | US 71 – Hosston, Gilliam                                                        | |
| Caddo                                                  |                           | 237,29                                                                                                 | 381,88              | 237                            | LA 2 (en) – Hosston, Plain Dealing                                              | |
| Caddo                                                  |                           | 241,47                                                                                                 | 388,61              | 241                            | PR 16 – Mira                                                                    | |
| Caddo                                                  | Ida                       | 245,15                                                                                                 | 394,52              | 245                            | LA 168 (en) – Ida, Rodessa                                                      | |
| Caddo                                                  |                           | 247,22                                                                                                 | 397,86              |                                | I-49 nord – Texarkana                                                           | Continue en Arkansas                                                                                                |
| - Terminus de multiplex - Accès incomplet - Non-ouvert |                           | |                     |                                |                                                                                 | |

### Arkansas
| Interstate 49 |                           |        |        |                     |                                                                                            | |
| Comté | Municipalité              | mi     | km     | Sortie              | Intersections / Destinations                                                               | Notes |
| Miller |                           | 0,00   | 0,00   |                     | I-49 sud – Shreveport                                                                      | Continue en Louisiane                                                                                    |
| Miller |                           | 4,27   | 6,87   | 4                   | US 71 – Doddridge                                                                          | |
| Miller |                           | 7,15   | 11,51  | 6                   | CR 197                                                                                     | |
| Miller |                           | 16,73  | 26,92  | 16                  | US 71 – Fouke                                                                              | |
| Miller |                           | 18,34  | 29,52  | 18                  | North Fouke Road                                                                           | |
| Miller |                           | 23,93  | 38,51  | 24                  | CR 10 – Ferguson                                                                           | |
| Miller |                           | 26,58  | 42,78  | 26                  | AR 237 (en)                                                                                | |
| Miller | Texarkana                 | 28,87  | 46,46  | 29A                 | US 71 – Texarkana                                                                          | Indiqué sortie 29 direction sud                                                                          |
| Miller | Texarkana                 | 28,87  | 46,46  | 29B                 | AR 151 (en) vers US 59 – Dallas, Houston                                                   | Pas de numéro de sortie direction sud                                                                    |
| Miller | Texarkana                 | 28,87  | 46,46  | 29                  | US 71 – Texarkana                                                                          | Pas de sortie direction nord                                                                             |
| Miller | Texarkana                 | 31,19  | 50,20  | 31                  | AR 196 (en) (Genoa Road)                                                                   | |
| Miller | Texarkana                 | 32,42  | 52,17  | 32                  | US 82 (9th Street) / 19th Street                                                           | |
| Miller | Texarkana                 | 34,59  | 55,67  | 35                  | Four States Fair Parkway / Arkansas Boulevard                                              | |
| Miller | Texarkana                 | 36,64  | 58,97  | 37                  | I-30 – Texarkana, Dallas, Hope, Little Rock                                                | Indiqué sortie 37A (est) et 37B (ouest); sortie 3 de l'I-30                                              |
| Miller |                           | 39,95  | 64,29  | 41                  | Sanderson Lane                                                                             | |
| Miller |                           | 41,39  | 66,77  | 42                  | US 71 – Texarkana, Ashdown, Fort Smith                                                     | Terminus nord temporaire; sortie direction nord, entrée direction sud                                    |
| Section manquante de la route; le trafic vers l'I-49 nord doit prendre la US 71 nord sur près de 180 miles (290 km) où l'I-49 reprend |                           |        |        |                     |                                                                                            | |
| Sebastian |                           | 0,00   | 0,00   | 1                   | US 71 – Fort Smith                                                                         | Terminus sud du segment; sortie direction sud, entrée direction nord; future sortie 187                  |
| Sebastian | Fort Smith                | 3,04   | 4,89   | 4                   | Massard Road                                                                               | Future sortie 190                                                                                        |
| Sebastian | Fort Smith                | 4,47   | 7,19   | 5                   | Roberts Boulevard                                                                          | Future sortie 191                                                                                        |
| Sebastian | Barling                   | 6,49   | 10,44  | 7                   | AR 22 (en) (Fort Street) – Barling                                                         | Terminus nord du segment; sortie direction nord, entrée direction sud; future sortie 193                 |
| Section manquante de la route; le trafic vers l'I-49 nord doit prendre la AR 59 nord, l'I-540 est, l'I-40 est puis l'I-49 nord        |                           |        |        |                     |                                                                                            | |
| Crawford |                           | 19,23  | 30,95  | 20                  | I-40 / US 71 – Van Buren, Fort Smith, Alma, Little Rock                                    | Terminus sud du segment; indiqué sortie 20A (est) et 20B (ouest); sortie 12 de l'I-40; future sortie 206 |
| Crawford | Alma                      | 20,31  | 32,69  | 21                  | Collum Lane                                                                                | Future sortie 207                                                                                        |
| Crawford |                           | 23,67  | 38,09  | 23                  | AR 282 (en) – Rudy                                                                         | Future sortie 210                                                                                        |
| Crawford |                           | 29,10  | 46,83  | 29                  | AR 282 (en) – Mountainburg                                                                 | Future sortie 215                                                                                        |
| Crawford |                           | 33,53  | 53,96  | 34                  | AR 282 (en) – Chester                                                                      | Future sortie 220                                                                                        |
| Washington |                           | 41,14  | 66,21  | Tunnel Bobby Hopper | Tunnel Bobby Hopper                                                                        | Tunnel Bobby Hopper                                                                                      |
| Washington | Winslow                   | 44,99  | 72,40  | 45                  | AR 74 (en) – Winslow                                                                       | Future sortie 231                                                                                        |
| Washington | West Fork                 | 52,78  | 84,94  | 53                  | AR 170 (en) / AR 156 (en) – West Fork                                                      | Future sortie 239                                                                                        |
| Washington | Greenland                 | 57,88  | 93,15  | 58                  | Greenland                                                                                  | Future sortie 244                                                                                        |
| Washington | Fayetteville              | 60,50  | 97,37  | 60                  | AR 265 (en) (Razorback Road) / AR 112 (en) (Cato Springs Road)                             | Future sortie 246                                                                                        |
| Washington | Fayetteville              | 61,98  | 99,75  | 61                  | US 71 sud – Fayetteville                                                                   | Terminus sud du multiplex avec US 71; sortie direction sud, entrée direction nord; future sortie 247     |
| Washington | Fayetteville              | 61,98  | 99,75  | 61                  | Vers US 62 sud (West 15th Street) – Fayetteville                                           | Proposé                                                                                                  |
| Washington | Fayetteville              | 61,98  | 99,75  | 62                  | US 62 ouest / AR 16 (en) est (Martin Luther King Jr. Boulevard) / AR 180 (en) / AR 45 (en) | Terminus sud du multiplex avec US 62 / AR 16; future sortie 248                                          |
| Washington | Fayetteville              | 63,79  | 102,66 | 64                  | AR 16 (en) ouest / AR 112S (en) est (Wedington Drive)                                      | Terminus nord du multiplex avec AR 16; future sortie 250                                                 |
| Washington | Fayetteville              | 64,74  | 104,19 | 65                  | Stephen Carr Memorial Boulevard                                                            | Future sortie 251                                                                                        |
| Washington | Fayetteville              | 66,96  | 107,76 | 67A                 | AR 112 (en) (Garland Avenue)                                                               | Accès à l'Université de l'Arkansas; future sortie 253A                                                   |
| Washington | Fayetteville              | 67,43  | 108,52 | 67B                 | US 71B nord / North Fullbright Expressway                                                  | Future sortie 253B                                                                                       |
| Washington | Johnson                   | 69,88  | 112,46 | 69                  | Johnson Mill Boulevard                                                                     | Future sortie 255                                                                                        |
| Washington | Springdale                | 70,97  | 114,22 | 70                  | Don Tyson Parkway                                                                          | Future sortie 256                                                                                        |
| Washington | Springdale                | 72,45  | 116,60 | 72                  | US 412 (Sunset Avenue)                                                                     | Future sortie 258                                                                                        |
| Washington | Springdale                | 73,86  | 118,87 | 73                  | Elm Springs Road                                                                           | Future sortie 259                                                                                        |
| Benton |                           | 76,15  | 122,55 | 76                  | Wagon Wheel Road                                                                           | Future sortie 262                                                                                        |
| Benton | Lowell                    | 77,55  | 124,80 | 77                  | AR 612 (en) (Springdale Northern Bypass) – Elm Springs, Cave Springs                       | Future sortie 263                                                                                        |
| Benton | Lowell                    | 78,90  | 126,98 | 78                  | AR 264 (en) (West Monroe Avenue)                                                           | Accès à l'Aéroport régional du nord-ouest de l'Arkansas; future sortie 264                               |
| Benton | Rogers                    | 81,01  | 130,37 | 81                  | Pleasant Grove Road                                                                        | Future sortie 267                                                                                        |
| Benton | Rogers                    | 82,79  | 133,24 | 82                  | Promenade Boulevard / West Pauline Whittaker Parkway                                       | Future sortie 268                                                                                        |
| Benton | Rogers                    | 83,90  | 135,02 | 83                  | Pinnacle Hills Parkway / West New Hope Road                                                | Future sortie 269                                                                                        |
| Benton | Limite Rogers–Bentonville | 85,30  | 137,28 | 85                  | US 71B nord / AR 12 (en) ouest (SE Walton Boulevard) US 71B sud (W. Walnut Street)         | Terminus sud du multiplex avec AR 12; future sortie 271                                                  |
| Benton | Bentonville               | 86,80  | 139,69 | 86                  | US 62 est / AR 12 (en) est (Hudson Road) / AR 102 (en) ouest (SE 14th Sreet)               | Terminus nord du multiplex avec US 62 / AR 12; future sortie 272                                         |
| Benton | Bentonville               | 87,29  | 140,48 | 87                  | 8th Street                                                                                 | Future sortie 273                                                                                        |
| Benton | Bentonville               | 88,21  | 142,93 | 88                  | AR 72 (en) est (E. Central Avenue)                                                         | Indiqué sortie 88A (est) et 88B (ouest) en direction nord; future sortie 279                             |
| Benton | Bentonville               | 92,49  | 148,85 | 93                  | US 71 nord / US 71B sud (N. Walton Boulevard)                                              | Terminus nord du multiplex avec US 71; future sortie 279                                                 |
| Benton | Limite Hiwasse–Centerton  | 98,28  | 158,17 | 99                  | AR 72 (en) – Centerton, Hiwasse                                                            | Future sortie 284                                                                                        |
| Benton | Limite Hiwasse–Gravette   | 101,23 | 162,91 | 102                 | AR 72 (en) – Hiwasse, Gravette                                                             | Future sortie 287                                                                                        |
| Benton | Bella Vista               | 103,63 | 166,78 | 104                 | CR 34 (Rocky Dell Hollow Road)                                                             | Future sortie 289                                                                                        |
| Benton |                           |        |        |                     | I-49 nord – Joplin                                                                         | Continue au Missouri                                                                                     |
| - Terminus de multiplex - Accès incomplet - Non-ouvert                                                                                |                           |        |        |                     |                                                                                            | |

### Missouri
| Interstate 49                             |                                       |        |        |        | | |
| Comté                                     | Municipalité                          | mi     | km     | Sortie | Intersections / Destinations                                                                        | Notes |
| McDonald                                  |                                       | 0,00   | 0,00   |        | I-49 sud – Fort Smith                                                                               | Continue en Arkansas |
| McDonald                                  |                                       | 2,17   | 3,49   | 2      | Route 90 (en) – Noel, Jane                                                                          | |
| McDonald                                  |                                       | 4,80   | 7,72   | 4      | US 71 sud – Bella Vista                                                                             | Sortie direction sud, entrée direction nord; terminus sud du multiplex avec US 71                                                                          |
| McDonald                                  | Pineville                             | 5,99   | 9,64   | 5      | Route H – Pineville, Noel                                                                           | |
| McDonald                                  |                                       | 7,82   | 12,59  | 7      | Route EE – Pineville, Lanagan                                                                       | |
| McDonald                                  |                                       | 10,95  | 17,63  | 10     | Route 76 (en) – Anderson                                                                            | |
| McDonald                                  |                                       | 16,03  | 25,80  | 16     | US 71 Bus. sud / Route 59 (en) – Goodman, Anderson                                                  | Sortie direction sud, entrée direction nord |
| McDonald                                  |                                       | 17,22  | 27,71  | 17     | Route B / Route BB – Goodman                                                                        | |
| Newton                                    |                                       | 20,75  | 33,39  | 20     | I-49 BL nord / Route AA                                                                             | |
| Newton                                    | Neosho                                | 24,31  | 39,12  | 24     | US 60 – Seneca, Neosho                                                                              | |
| Newton                                    | Neosho                                | 27,32  | 43,97  | 27     | I-49 BL sud / Route 86 (en) – Racine, Neosho                                                        | |
| Newton                                    |                                       | 30,32  | 48,79  | 30     | Iris Road                                                                                           | |
| Newton                                    |                                       | 33,32  | 53,63  | 33     | I-49 BL nord / Route 175 (en) (Gateway Drive)                                                       | |
| Newton                                    |                                       | 35,34  | 56,88  | 35     | Route V – Diamond                                                                                   | |
| Limite Newton–Jasper                      |                                       | 39,35  | 63,33  | 39A    | Route FF (32nd Street)                                                                              | |
| Jasper                                    |                                       | 39,50  | 63,57  | 39B-C  | I-44 ouest / Route 249 (en) nord vers Route 66 (en) – Joplin, Tulsa                                 | Terminus sud du multiplex avec I-44; indiqué sortie 39B (Route 249 nord) et 39C (I-44 ouest); sortie 11 de l'I-44                                          |
| Jasper                                    |                                       | 41,09  | 66,13  | 13     | Prigmore Avenue                                                                                     | |
| Jasper                                    |                                       | 43,33  | 69,73  | 15     | I-44 BL ouest / Route 66 (en) – Duenweg, Joplin                                                     | Sortie direction sud, entrée direction nord |
| Jasper                                    | Fidelity                              | 46,32  | 74,54  | 46     | I-44 est / Route 59 (en) sud – Springfield, Diamond                                                 | Terminus nord du multiplex avec I-44; indiqué sortie 46A (Route 59 sud) et 46B (I-44 est); sortie 18 de l'I-44                                             |
| Jasper                                    | Fidelity                              | 47,65  | 76,69  | 47     | Cedar Road                                                                                          | |
| Jasper                                    | Carthage                              | 50,15  | 80,71  | 49     | Route 571 (en) nord (Garrison Avneue)                                                               | Sortie direction nord, entrée direction sud |
| Jasper                                    | Carthage                              | 50,95  | 81,99  | 50     | Route HH (Fir Road) – Carterville                                                                   | |
| Jasper                                    | Carthage                              | 52,07  | 83,80  | 51     | Fairview Avenue                                                                                     | |
| Jasper                                    | Carthage                              | 53,76  | 86,54  | 53     | I-49 BL sud / Route 96 (en) / Route 171 (en) nord / Route 571 (en) sud (Central Avneue) – Webb City | |
| Jasper                                    | Carthage                              | 55,84  | 89,87  | 55     | Civil War Road                                                                                      | |
| Jasper                                    |                                       | 56,92  | 91,60  | 56     | Route V (Garrison Avenue) / Route D – Alba                                                          | Sortie direction sud, entrée direction nord |
| Jasper                                    |                                       | 63,31  | 101,89 | 63     | Route M / Route N                                                                                   | |
| Jasper                                    | Jasper                                | 66,52  | 107,05 | 66     | Route H / Route K – Jasper                                                                          | |
| Barton                                    |                                       | 70,69  | 113,76 | 70     | Route 126 (en) – Pittsburg, Golden City                                                             | |
| Barton                                    |                                       | 74,70  | 120,22 | 74     | 30th Road                                                                                           | |
| Barton                                    | Lamar                                 | 77,27  | 124,36 | 77     | US 160 – Mindenmines, Lamar                                                                         | |
| Barton                                    |                                       | 80,80  | 130,04 | 80     | Route DD / Route EE                                                                                 | |
| Barton                                    |                                       | 83,82  | 134,89 | 83     | Route V / Route C – Irwin                                                                           | |
| Vernon                                    |                                       | 89,04  | 143,30 | 88     | Route N / Route B – Bronaugh, Sheldon                                                               | |
| Vernon                                    |                                       | 92,07  | 148,16 | 91     | Route BB / Route DD – Bellamy                                                                       | |
| Vernon                                    |                                       | 96,05  | 154,58 | 95     | Route E – Milo                                                                                      | |
| Vernon                                    | Nevada                                | 101,39 | 163,17 | 101    | I-49 BL nord / Route K vers US 54 ouest – Nevada, El Dorado Springs                                 | |
| Vernon                                    | Nevada                                | 102,48 | 164,93 | 102A   | US 54 – Nevada, El Dorado Springs                                                                   | Indiqué sortie 102 en direction nord |
| Vernon                                    | Nevada                                | 103,13 | 165,97 | 102B   | I-49 BL sud – Nevada                                                                                | Sortie direction sud, entrée direction nord |
| Vernon                                    | Nevada                                | 103,79 | 167,03 | 103    | Highland Avenue                                                                                     | |
| Vernon                                    |                                       | 107,26 | 172,62 | 107    | Route M – Compton Junction                                                                          | |
| Vernon                                    |                                       | 110,60 | 177,99 | 110    | Route D – Stotesbury                                                                                | |
| Vernon                                    |                                       | 112,35 | 180,81 | 112    | Horton                                                                                              | |
| Vernon                                    |                                       | 116,57 | 187,60 | 116    | Route TT                                                                                            | |
| Bates                                     | Rich Hill                             | 120,97 | 194,69 | 120    | Route A / Route B – Rich Hill, Osceola                                                              | |
| Bates                                     |                                       | 129,54 | 208,47 | 129    | Route 52 (en) est – Appleton City                                                                   | Terminus sud du multiplex avec Route 52 |
| Bates                                     |                                       | 130,80 | 210,49 | 130    | I-49 BL nord / Route 52 (en) ouest – Butler                                                         | Sortie direction nord, entrée direction sud |
| Bates                                     | Butler                                | 132,15 | 212,68 | 131    | Route 52 (en) ouest – Butler, Amoret                                                                | Terminus nord du multiplex avec Route 52 |
| Bates                                     |                                       | 136,85 | 220,24 | 136    | I-49 BL sud / Route F / Route D – Passaic, Butler                                                   | |
| Bates                                     | Adrian                                | 141,90 | 228,36 | 141    | Route 18 (en) – Adrian, Clinton                                                                     | |
| Bates                                     |                                       | 144,42 | 232,42 | 144    | Route AA / Route E                                                                                  | |
| Cass                                      | Archie                                | 147,79 | 237,84 | 147    | Route A / Route B – Archie, Drexel                                                                  | |
| Cass                                      | Harrisonville                         | 153,47 | 246,99 | 153    | 307th Street                                                                                        | |
| Cass                                      | Harrisonville                         | 157,46 | 253,40 | 157    | Route 7 (en) sud – Clinton                                                                          | Terminus sud du multiplex avec Route 7 |
| Cass                                      | Harrisonville                         | 158,86 | 255,66 | 158    | Route 2 (en) est (Commercial Street)                                                                | Terminus sud du multiplex avec Route 2 |
| Cass                                      | Harrisonville                         | 160,19 | 257,80 | 159    | Route 2 (en) ouest / Route 7 (en) nord (Mechanic Street)                                            | Terminus nord du multiplex avec Route 2 / Route 7 |
| Cass                                      | Harrisonville                         | 160,73 | 258,67 | 160    | Route 291 (en) nord – Lee's Summit, Harrisonville                                                   | |
| Cass                                      | Peculiar                              | 167,48 | 269,54 | 167    | Route C / Route J – Peculiar                                                                        | |
| Cass                                      | Peculiar                              | 168,91 | 271,83 | 168    | 211th Street / Peculiar Way                                                                         | |
| Cass                                      | Raymore                               | 172,48 | 277,57 | 172    | North Cass Parkway                                                                                  | |
| Cass                                      | Belton                                | 174,43 | 280,71 | 174    | Route 58 (en) – Belton, Raymore                                                                     | |
| Cass                                      | Belton                                | 175,66 | 282,69 | 175    | Route Y / 163rd Street                                                                              | |
| Limite Cass–Jackson                       | Tripoint Belton–Grandview–Kansas City | 177,06 | 284,94 | 176    | 155th Street – Belton                                                                               | |
| Jackson                                   | Limite Grandview–Kansas City          | 178,04 | 286,53 | 177    | Route 150 (en)                                                                                      | |
| Jackson                                   | Grandview                             | 178,92 | 287,94 | 178    | 140th Street                                                                                        | |
| Jackson                                   | Grandview                             | 180,19 | 289,98 | 179    | Main Street                                                                                         | |
| Jackson                                   | Grandview                             | 180,75 | 290,88 | 180    | Truman Drive                                                                                        | Pas de sortie directe direction nord |
| Jackson                                   | Limite Grandview–Kansas City          | 181,52 | 292,14 | 181    | Blue Ridge Boulevard / Hickman Mills Drive / Longview Road                                          | |
| Jackson                                   | Kansas City                           | 182,67 | 293,98 | 182A   | Red Bridge Road / Longview Road                                                                     | |
| Jackson                                   | Kansas City                           | 183,30 | 294,99 | 182C   | I-435 / US 50 ouest – Wichita I-470 / US 50 est – Lee's Summit                                      | Sortie direction nord, entrée direction sud; sortie 71A de l'I-435 est; sortie 1 de l'I-470                                                                |
| Jackson                                   | Kansas City                           | 183,98 | 296,09 | 182B   | Bannister Road US 71 nord – Kansas City I-435 nord vers I-70 ouest – Des Moines                     | Terminus nord; sortie direction nord, entrée direction sud; sortie 71 de l'I-435 sud; terminus nord du multiplex avec US 71; la route continue comme US 71 |
| - Terminus de multiplex - Accès incomplet |                                       |        |        |        | | |